# Leber (Gemeinde Stattegg)
Leber ist ein Ort in Passlage im Grazer Bergland in der Steiermark wie auch eine Ortschaft der Gemeinde Stattegg im Bezirk Graz-Umgebung.

## Geographie
Leber befindet sich etwa 12 Kilometer nördlich vom Stadtzentrum von Graz und 4 Kilometer nördlich von Stattegg, das an der Grazer Stadtgrenze liegt.
Der kleine Ort Leber liegt im Östlichen Grazer Bergland, auf 733 m ü. A. Höhe auf dem Sattel, der die Massive von Rannach (1018 m ü. A.) westlich und Schöckl (1445 m ü. A.) mit dem Hohenberg (1048 m ü. A.) östlich trennt. Die Hohe Rannach erhebt sich direkt über dem Ort, östlich befindet sich der Kreuzkogel (816 m ü. A.), nordöstlich der Niederschöckl (ca. 1340 m ü. A.). Der Pass wird auch Auf der Leber genannt. Der Ort selbst umfasst etwa ein Dutzend Adressen. Das Wirtshaus direkt an der Einsattelung heißt Steinmetzwirt.
Südwärts fließt der Andritzbach über den Ort Stattegg zur Mur in Andritz. Nordwärts geht der Rannachbach (Rannachgraben) abwärts, der sich nach Westen wendet, und über den Rötschbach zur Mur in Friesach abfließt.
Zur Ortschaft Leber, die gut 30 Gebäude mit etwa 70 Einwohnern umfasst, gehören auch die Streulagen Buchhofer nördlich, sowie Fragner und Naßegger südlich. Die Flur bei letzterem wird Fuß der Leber genannt.
|                                     | Präbichl (Gem. Semriach)                    | Steingraben     |
| Freßnitz[viertel] (Gem. Gratkorn)   | Kompassrose, die auf Nachbargemeinden zeigt |                 |
| Rannach (Gem. Stattegg u. Gratkorn) | Hub                                         | Buch Kalkleiten |

## Geologie
Der Talzug von Leber ist eine massive Bruchzone im Grazer Paläozoikum, sie markiert die Ostgrenze des Schöcklkalks und der Tonschiefer-Fazies, während westlich in der Rannach die Rannach-Fazies anschließt (Barrandei-, Kanzelkalk und Dolomite). Südlich beim Fuß der Leber findet sich auch Eggenberger Brekzie, das sind vergleichsweise junge Bergstürze.
Der Steingraben ist durch seine zahlreichen Dolinen interessant.

## Geschichte und Tourismus
Der Ortsname entstammt dem mittelhochdeutschen lé, lêwer ‚Grenzhügel, Grabhügel‘, wie es sich hier etwa auch bei Lebern bei Feldkirchen findet.
Der Steinmetzwirt steht seit mindestens dem 15. Jahrhundert, und er ist seit 1890 als Wirtshaus bekannt. Sein Name bezieht sich nicht direkt auf den Beruf, sondern einen Vorbesitzer, der als Hausname (Vulgoname) weiterbesteht.
Das Ortschaftsgebiet gehört noch zum Landschaftsschutzgebiet Nördliches und Östliches Hügelland von Graz und ist Naherholungsgebiet der Stadt. Von hier führen Wanderwege auf die Rannach, den Schöckl, und die anderen umliegenden Gipfel und Gegenden des Grazer Berglands.